# Opération Shingle
Seconde Guerre mondiale
Batailles
Invasion de la Sicile
- Lampedusa
- Corkscrew
- Mincemeat
- Barclay
- Animals
- Chestnut
- Narcissus
- Fustian
- Ladbroke
- Gela
- Troina
- Centuripe

Invasion de l'Italie
- Baytown
- Avalanche
- Rome
- Slapstick
- Armistice de Cassibile
- Achse
- Naples
- Bombardement du Vatican
- Ligne Volturno
- Libération de la Corse
- Ligne Barbara
- Bombardement de Bari

Ligne Gustave
- Ligne Bernhardt
- Raincoat
- San Pietro Infine
- Rivière Moro
- Ortona
- Rivière Rapido
- Monte Cassino
- Shingle
- Cisterna
- Diadem
- Strangle
- Ligne Trasimene
- Libération de Rome
- Ancône
- Brassard

Ligne gothique
- Rimini
- Saint-Marin
- Gemmano
- Montecieco
- Monte Castello
- Garfagnana

Offensive du printemps 1945
- Tombola
- Bowler
- Roast
- Bologne
- Argenta Gap
- Herring
- Collecchio

Guerre civile italienne
L'opération Shingle était un assaut amphibie allié de la Seconde Guerre mondiale durant la campagne d'Italie. Commandé par le major général américain John P. Lucas et lancé le 22 janvier 1944 dans les environs d'Anzio et de Nettuno, sur la côte du Latium, en Italie centrale, il avait pour but de déborder les forces allemandes de la ligne Gustave. Cela aurait ainsi permis une attaque sur Rome. Le combat qui s'ensuivit est généralement appelé la bataille d'Anzio.

## Introduction
À la fin de 1943, peu après leur débarquement dans la péninsule italienne, les forces alliées se trouvaient bloquées par la ligne Gustave, une ligne défensive allemande qui coupait transversalement le sud de l'Italie et qui les séparait de leur principal objectif, Rome. Le terrain du centre de la botte italienne s'était révélé bien convenir à une tactique de défense, et le Generalfeldmarschall Albert Kesselring se montrait très habile dans l'exploitation de cette géographie. Un certain nombre de propositions alliées furent faites afin de sortir de cette impasse, et l'objectif de Winston Churchill, l’opération Shingle, fut acceptée conjointement par Franklin Delano Roosevelt et Joseph Staline[réf. nécessaire].
Une importante attaque menée dans le sud par la Ve armée américaine et la VIIIe armée britannique attirerait les forces allemandes, épuisées loin de Rome, et des collines qui les séparaient de la capitale et de la côte. Ceci permettrait un débarquement par le VIe corps américain commandé par le major général John P. Lucas dans la région d'Anzio et de Nettuno, suivi d'une avance rapide à travers les monts Albains pour couper les voies de communication allemandes et prendre à revers les positions du XIVe corps d'armée.

## Détails du plan

### Doutes de Lucas sur le plan
Les planificateurs ont affirmé que si Kesselring, chef des forces allemandes en Italie, déplaçait ses troupes stationnées sur la ligne Gustave afin de contrer l'assaut allié, alors les Anglo-Américains pourraient effectuer une percée à travers les lignes allemandes. Si Kesselring ne les faisait pas sortir alors les Alliés iraient directement vers Rome afin d'isoler la ligne Gustave. Cependant, l'Allemagne avait la capacité de défendre à la fois Rome et la ligne Gustave si bien que les Alliés annulèrent l'opération le 18 décembre 1943 pour finalement la relancer un peu plus tard.
Lucas n'avait pas une entière confiance en ses supérieurs et surtout pas en les plans qu'ils lui soumettaient. Quelques jours avant l'attaque, il écrivit dans son journal : « Bien que nous puissions obtenir ce que nous voulons, l'opération semblerait si désespérée qu'elle ne devrait pas, à mon avis, être tentée. » Et il ajouta que « l'opération ressemblait fortement à la bataille de Gallipoli et apparemment le même amateur était toujours sur le banc de l'entraîneur ». L'« amateur » en question était vraisemblablement Winston Churchill, architecte des débarquements désastreux de Gallipoli de la Première Guerre mondiale et avocat de l’opération Shingle.

### Disponibilités des forces navales
Un des problèmes suscités par ce plan était la disponibilité des barges de débarquement. Les commandants américains étaient déterminés à ne retarder ni le débarquement de Normandie, ni celui de Provence. Or l’opération Shingle aurait nécessité l'utilisation des bateaux « réservés » pour ces opérations. Il était prévu que Shingle serait lancée le 15 janvier mais ces problèmes repoussèrent la date finale de lancement au 22 janvier.
Seules des barges destinées au débarquement d'une seule division étaient disponibles et sur l'insistance de Churchill la capacité augmenta jusqu'à deux mais selon leurs renseignements, ils seraient confrontés à cinq ou six divisions allemandes.

## Composition des forces alliées
Les forces alliées dans cette attaque étaient constituées de 5 croiseurs, 24 destroyers, 238 barges de débarquement, 62 autres navires, 40 000 soldats et plus de 5 000 véhicules.
L'attaque était constituée de trois groupes :

### Le groupe britannique
Ce groupe devait attaquer à 10 km au nord d'Anzio et comprenait :
- la 1re division d'infanterie britannique
- le 46e bataillon du Royal Tank Regiment
- une partie de la 1st Special Service Brigade
  - Commando No. 9
  - Commando No. 43

### La force américaine du nord-ouest
Elle devait attaquer le port d'Anzio et initialement, devait être aidée par le parachutage du 504th bataillon d'infanterie parachutiste au nord d'Anzio, dont les hommes ne furent en fin de compte pas parachutés mais allèrent tout de même sur le champ de bataille. Ce groupe comprenait alors :
- le 1er Bataillon de Rangers
- le 3e Bataillon de Rangers
- le 4e Bataillon de Rangers
- le 509e Bataillon d'infanterie parachutiste
- le 83e Bataillon chimique (Chemical Battalion)
- le 93e Bataillon Evacuation Hospital

### La force américaine du sud-ouest
Elle devait attaquer à six kilomètres d'Anzio et comprenait la 3e division d'infanterie

## L'attaque au sud
L'attaque de la cinquième armée sur la ligne Gustave débuta le 16 janvier 1944 au Mont Cassin (voir bataille du Monte Cassino). Ils ne réussirent pas à atteindre leur objectif, mais ils eurent néanmoins de bons résultats. Le général Heinrich von Vietinghoff, commandant de la ligne Gustave, réclama des renforts, et Kesselring transféra les 29e et 90e divisions de Panzergrenadier qui étaient stationnées à Rome.

## Les phases de débarquement
Le débarquement commença le 22 janvier 1944.
Bien qu'une résistance importante ait été prévue par le commandement allié, comme lors de la tentative de Salerne en 1943, les débarquements initiaux firent face à relativement peu d'opposition, excepté quelques raids de mitraillage menés par la Luftwaffe.
À minuit, 36 000 soldats et 3 200 véhicules avaient été débarqués sur les plages. Treize soldats alliés avaient été tués et quatre-vingt dix-sept blessés. Près de deux cents Allemands avaient été capturés. La 1re division américaine avait réalisé une percée de trois kilomètres à l'intérieur des terres, Les Rangers avaient capturé le port d'Anzio, les parachutistes de la 509e avaient capturé Nettuno, et la 3e division s'était avancée sur cinq kilomètres.

## Après le débarquement
Il était clair que les supérieurs de Lucas s'étaient attendus à ce qu'il tente une offensive de son propre chef et ce probablement sur Rome. L'objectif de l'invasion était de détourner les forces allemandes de la ligne Gustave, ou tirer profit de la faiblesse allemande dans ces secteurs. Malgré cela, Lucas renforça sa tête de pont et réorganisa ses défenses sans attaquer. Des soldats alliés de la Devil's Brigade, une unité de commando formée de soldats canadiens et américains entrèrent dans Rome sans défenses, mais ne purent y rester faute de renforts, Rome devait être prise seulement un peu plus de 4 mois plus tard.
Winston Churchill fut extrêmement contrarié par cette nouvelle et s'écria : « J'avais espéré que nous ayons lancé un chat sauvage sur le rivage, mais tout ce que nous avons finalement eu était une baleine échouée. »
La décision de Lucas demeure encore aujourd'hui très controversée. L'historien militaire britannique John Keegan écrivit : « Si Lucas avait lancé ses troupes à l'assaut de Rome dès le premier jour, il aurait pu y arriver, puis aurait été rejoint par le reste des divisions débarquées avant de finalement être écrasé, mais de ce fait, il aurait pu ainsi soulager le front en attirant le regard des divisions ennemies ». Comme noté ci-dessus, Lucas n'avait pas eu confiance dans la planification stratégique de l'opération. En outre, ses ordres provenant du général Clark lui indiquaient « de débarquer, sécuriser la plage puis d'avancer ». Avec deux divisions débarquées, face à deux ou trois fois plus d'Allemands, il aurait été impossible pour Lucas de considérer la plage comme sécurisée et ensuite d'avancer. Mais selon Keegan, le choix de Lucas a été « la plus mauvaise chose, car il exposait alors ses forces à l'ennemi sans qu'il puisse réagir à cette éventuelle attaque ». Lucas fut relevé de son commandement le 23 février, et remplacé par le général Lucian Truscott.
C'est lors de cette bataille, et précisément le 18 février 1944, que meurt le lieutenant Eric Fletcher Waters, père de Roger Waters, bassiste du groupe britannique Pink Floyd. La mort de son père est un thème récurrent dans l'œuvre de Waters (voir en particulier le titre When the Tigers Broke Free dans le film et l'album The Wall).

## La réponse allemande
Kesselring fut informé des débarquements à trois heures du matin le 22 janvier. À cinq heures, il ordonna à la 4e Fallschirmjäger (parachutistes allemands) ainsi qu'à la division blindée Hermann Göring, en réserve, de défendre les routes allant d'Anzio aux monts Albains. En outre, il demanda au haut commandement allemand, l'OKW, de lui envoyer des renforts depuis la France, la Yougoslavie, et l'Allemagne. Un peu plus tard, il ordonna au Generaloberst Eberhard von Mackensen de la XIVe Armee et au général von Vietinghoff de la Xe Armee, stationnée sur la ligne Gustave, de lui envoyer des renforts additionnels.
Les unités allemandes à proximité immédiate avaient en fait été redéployées sur la ligne Gustave quelques jours plus tôt. Toutes les réserves disponibles du front sud ou en cours de transfert vers ce front furent envoyées rapidement vers Anzio dont la 3e division de Panzergrenadier et la 71e division d'infanterie, et le gros de la panzerdivision de la Luftwaffe Hermann Göring. Kesselring considéra initialement qu'il ne serait pas capable d'offrir une défense victorieuse si les Alliés lançaient une attaque importante le 23 ou le 24. Cependant, vers la fin de journée du 22, le manque d'action agressive alliée le persuada qu'il serait en mesure de les contrer.
Trois jours après les débarquements, les têtes de pont des plages étaient entourées par une ligne de défense consistant en trois divisions allemandes : la 4e Fallschirmjäger Division à l'ouest, la 3e Panzer Grenadier Division au centre du front sur les monts Albains la Panzerdivision Hermann Göring à l'est.
La 14e armée de la Wehrmacht, commandée par le général von Mackensen, assura la défense à partir du 25 janvier. Des éléments de huit divisions allemandes différentes furent utilisés dans la ligne de défense autour des têtes de pont alliées autour des plages et cinq divisions supplémentaires étaient en route pour la région d'Anzio. Kesselring ordonna l'attaque sur des têtes de pont dès le 28 janvier, mais celle-ci fut reportée au 1er février.
Les Allemands firent également acheminer à Anzio deux canons de calibre 283 montés sur bogies de chemin de fer qui tenaient sous leur feu direct les sites de débarquement et étaient quasi invulnérables aux attaques aériennes car abrités dans un tunnel ferroviaire stratégiquement situé (connus des soldats alliés sous les surnoms d'Anzio Annie et Anzio Express).
Lucas lança une attaque sur deux flancs le 30 janvier. Tandis qu'une force coupait l'autoroute no 7 à Cisterna avant de se diriger vers les monts Albains, une seconde devait avancer vers le nord-est et remonter la route d'Albano. Les opérations piétinèrent et s'enlisèrent.

## Épilogue
Vers la mi-mai, les Alliés, plus confiants, décident de reprendre l'offensive car les Allemands accablés commencent à se retirer, même si leur moral tient bon. Le 2 juin, une retraite allemande en bon ordre commence.
Le 4 juin 1944, Rome est enfin libérée.

### Sources et bibliographie
- Peter Tompkins (trad. Jean Nioux), Un espion dans Rome, Paris, J’ai lu, coll. « J’ai lu leur aventure » (no A86/87), 1965 (1re éd. 1962), 310 p., pocheL’auteur dévoile les dessous de l’espionnage américain de l’OSS, dans Rome occupée, pendant l’assaut d’Anzio et la bataille pour la libération de Rome.
- Yves Buffetaut, « Le débarquement à Anzio, 1944 - Opération Shingle », Militaria Magazine, Histoire & Collections, vol. 45,‎ 2002